# 8.º arrondissement de Paris

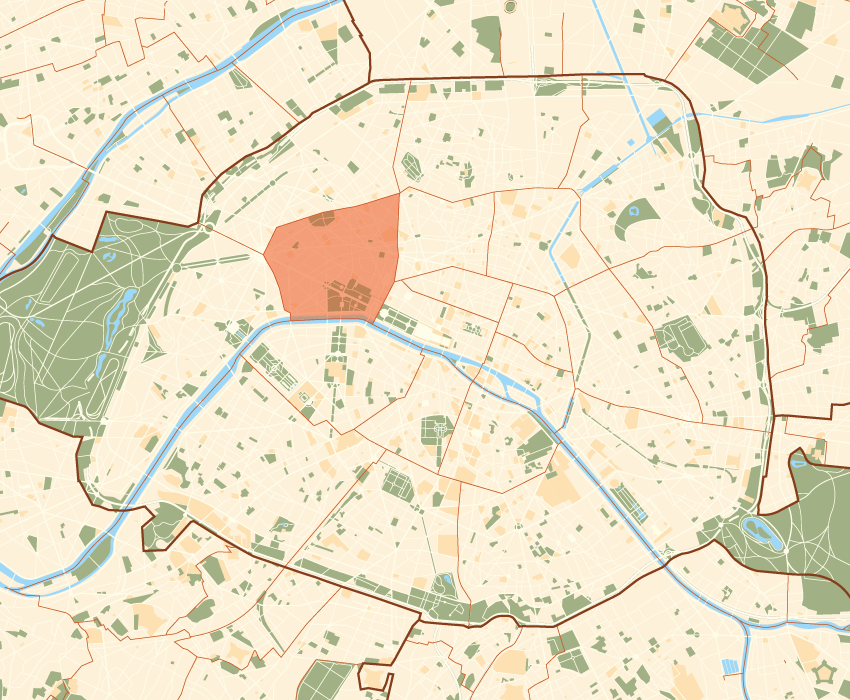
Mapa do 8.º arrondissement, assinalado a vermelho.

O 8.º arrondissement de Paris é um dos 20 arrondissements de Paris. Situado à direita do rio Sena.

## Bairros
- Quartier des Champs-Élysées
- Quartier du Faubourg-du-Roule
- Quartier de la Madeleine
- Quartier de l'Europe

## Demografia
Em 2006, a população era de 39088 habitantes, com uma densidade média de 10074 hab/km².
| Ano (censo nacional)     | População | Densidade (hab./km²) |
| ------------------------ | --------- | -------------------- |
| 1872                     | 75 796    | 19 535               |
| 1891 (pico populacional) | 107 485   | 27 695               |
| 1954                     | 80 827    | 20 827               |
| 1962                     | 74 577    | 19 216               |
| 1968                     | 67 897    | 17 495               |
| 1975                     | 52 999    | 13 656               |
| 1982                     | 46 403    | 11 956               |
| 1990                     | 40 814    | 10 516               |
| 1999                     | 39 314    | 10 130               |
| 2006                     | 39 088    | 10 074               |